# 無声唇歯鼻音
無声唇歯鼻音（むせい しんし びおん、英: Voiceless labiodental nasal）とは、唇歯鼻音 の異音である。

## 言語例
- ニャムウェジ語: 	/f/ の前の /m/ の異音。
- アンガミ語: 	/ə/ の前の /m̥ʰ/ の異音。